# Dyspetes indicus
Dyspetes indicus là một loài tò vò trong họ Ichneumonidae.